# Johann Michael Blaschewitz
Johann Michael Blaschewitz (auch: Blasewitz, Blaszewitz) († nach 1756) war ein in Wiener Neustadt tätiger österreichischer Orgelbauer.

## Leben
Über seine Lebensdaten ist wenig bekannt. Er müsste aber als Orgelbauer über einen sehr guten Ruf verfügt haben, da ihn Graf Siegmund Szechenyi 1736 nach Ungarn holte und ihn damit beauftragte, eine neue Orgel in Fertöszeplak zu bauen, auf der später Joseph Haydn gerne spielte. Weitere Orgeln sind nur in seiner Heimatstadt Wiener Neustadt bekannt.
1745 baute er eine neue Orgel für den Dom St. Martin (Eisenstadt) mit 15 Registern, von der sich die Hauptwerkswindlage bis heute erhalten hat.

## Werkliste
| Jahr | Ort             | Gebäude                 | Bild | Manuale | Register | Bemerkungen |
| ---- | --------------- | ----------------------- | ---- | ------- | -------- | --- |
| 1736 | Fertöszeplak    | Allerheiligenkirche     |      |         |          | |
| 1737 | Wiener Neustadt | Neuklosterkirche        |      | II/P    | 18       | 1985 durch Helmut Allgäuer rekonstruiert                                                                       |
| 1745 | Eisenstadt      | Dom von Wiener Neustadt |      | II/P    | 15       | Hauptwerkswindlade erhalten                                                                                    |
| 1756 | Wiener Neustadt | Dom von Wiener Neustadt |      | II/P    | 18       | nicht erhalten                                                                                                 |
| 1756 | Wiener Neustadt | ehem. Paulanerkirche    |      | II/P    | 16       | 1789 im Zuge der Klosteraufhebungen in Pfarrkirche Maissau transferiert und von Franz Xaver Christoph umgebaut |